# Rouffiac-Tolosan
Rouffiac-Tolosan (em occitano:  Rofiac Tolosan) é uma comuna francesa na região administrativa da Occitânia, no departamento do Alto Garona. Estende-se por uma área de 4.67 km², com 1.909 habitantes, segundo o censo de 2018, com uma densidade de 410 hab/km².